# Solanum pannosum
Solanum pannosum là loài thực vật có hoa trong họ Cà. Loài này được Phil. miêu tả khoa học đầu tiên năm 1895.